# Экономика Кыргызстана
Экономика Кыргызстана имеет рыночную направленность. Её основу составляют торговля, лёгкая промышленность, добыча полезных ископаемых и сельское хозяйство.  С начала 1990-х годов Кыргызстан проводит более открытую и благоприятную для бизнеса политику, чем его соседи в Центральной Азии. Стратегическое расположение вдоль ключевых сухопутных маршрутов из Китая в Европу и Западную Азию делает страну важным транзитным узлом. Богатые природные ресурсы, гидроэнергетический потенциал и туризм создают значительные возможности для устойчивого экономического роста.

## Общая характеристика
На 2022 год в экономике Кыргызстана было занято около 2,8 млн человек, из которых значительная часть работала в неформальном секторе. Сельское хозяйство занимает порядка 18–20% ВВП, услуги — более 45%, промышленность (включая добычу полезных ископаемых) — около 20%. Сектор производства охватывает легкую промышленность, переработку сельхозпродукции и добычу ресурсов, включая золото (главный экспортный продукт).
Производительность труда в стране остается одной из самых низких в регионе, что требует модернизации основных отраслей. Доля малого и среднего бизнеса (МСБ) в экономике Кыргызстана постепенно растет, составляя около 42% ВВП. Правительство поддерживает развитие предпринимательства через налоговые реформы и упрощение регистрации бизнеса.
Цифровизация экономики остается перспективным направлением. Вклад IT-сектора в ВВП увеличивается, хотя на 2024 год он составляет менее 4%. Для его развития активно используются международные гранты и проекты.
Экспорт Кыргызстана зависит от золота (около 40–50% от общего объема), а также продукции сельского хозяйства и текстиля. Импорт состоит в основном из нефти, автомобилей и продовольствия.
Страна является участником Евразийского экономического союза (ЕАЭС), что облегчает доступ к крупным рынкам России и Казахстана.
Кыргызская экономика сочетает элементы рыночного регулирования с сильной зависимостью от внешней помощи, включая мигрантские переводы, составляющие до 30% ВВП. Структурные реформы направлены на уменьшение государственного контроля и поддержку частного сектора, но госкомпании все еще играют важную роль.
Экономика Кыргызстана сталкивается с рядом системных проблем: низкая производительность труда, зависимость от мигрантских переводов, экспортная концентрация на золоте (около 40% экспорта), слабая диверсификация экономики и неравномерное развитие регионов. Кроме того, высока доля теневой экономики, ограничивающая налоговые поступления, а также наблюдается дефицит инвестиций в инфраструктуру и человеческий капитал. Эти факторы делают экономику страны уязвимой к внешним и внутренним шокам.

## ВВП

### Валовой внутренний продукт Кыргызстана
В 20-ых годах экономика Кыргызстана стабильно растёт. В 2023 году ВВП Кыргызстана превысил 1,3 трлн сомов, что стало историческим максимумом, в 2024 году планировался рост до 1,5 трлн сомов (на 9,2 %). ВВП на душу населения также увеличился за два года вдвое — с $1,2 тыс. в 2020 году до $1,9 тыс. в 2023 году и до более $2,5 тыс. в 2024 году.

### Динамика изменения ВВП
Динамика изменения ВВП Кыргызстана по годам:
| Год   | ВВП (млрд $, приблиз.) |
| 2014  | 7,47                   |
| 2015  | 6,68                   |
| 2016  | 6,81                   |
| 2017  | 7,70                   |
| 2018  | 8,27                   |
| 2019  | 9,37                   |
| 2020  | 8,27                   |
| 2021  | 9,25                   |
| 2022  | 12,13                  |
| 2023  | 13,99                  |
| 2024  | 20,30                  |
| 2025* | 25,10                  |

*Прогноз

### Экономические достижения
За первые десять месяцев 2024 года экономика страны выросла на 9,6 %, а без учета деятельности крупнейшего золотодобывающего предприятия «Кумтор» — на 10,8 %. Такой рост обусловлен увеличением бюджетных доходов и значительным улучшением макроэкономических показателей.
- Консолидированный бюджет Кыргызстана в 2023 году составил 577,2 млрд сомов, увеличившись в 2,5 раза за два года.
- Налоговые поступления достигли 183 млрд сомов, что на 28,3 млрд больше, чем в 2022 году.
- Доходы Таможенной службы выросли на 37,2 млрд сомов и составили 111,5 млрд сомов[19].

### Социальные улучшения
Средняя заработная плата в стране увеличилась с $239 в 2021 году до $415 в 2024 году, а бюджетные доходы на душу населения выросли с $301 в 2020 году до $671,2 в 2024 году.
Эти достижения отражают успешное управление экономикой, направленное на повышение уровня жизни населения и укрепление финансовой устойчивости страны.
ВВП по ППС
На основании данных Всемирного банка, изменения ВВП Кыргызстана по ППС (в текущих международных долларах) за последние 10 лет выглядят следующим образом:
- 2013: $23,11 млрд
- 2014: $24,97 млрд
- 2015: $25,09 млрд
- 2016: $28,43 млрд
- 2017: $31,24 млрд
- 2018: $30,79 млрд
- 2019: $34,96 млрд
- 2020: $34,83 млрд
- 2021: $39,3 млрд
- 2022: $45,83 млрд
- 2023: $50,44 млрд[20]

За указанный период ВВП Кыргызстана по ППС вырос на более чем $27 млрд, что свидетельствует о постепенном экономическом росте, несмотря на кризисные годы, такие как 2020-й. Наибольшие темпы восстановления наблюдались в последние два года. Эти данные подчеркивают устойчивый рост экономики Кыргызстана за исключением временного спада в 2020 году из-за глобального экономического кризиса.

## История
В 1990-е годы республика пережила деиндустриализацию и большой даже по среднеазиатским меркам спад: ВВП Киргизии в 1990—2001 годах сократился в 10,35 раз (в соседнем Узбекистане за это же время в 3,45 раза).
Экономика Кыргызской Республики (КР) прошла через значительные изменения на протяжении своей истории. В советский период экономика была частью централизованной плановой системы Советского Союза. Кыргызская ССР была аграрным регионом с развитым сельским хозяйством, особенно хлопководством, а также важной горнодобывающей промышленностью. Золото и другие полезные ископаемые, такие как уголь, медь, и свинец, были важными экспортными товарами. Также активно развивались текстильная и пищевая промышленности.
После обретения независимости в 1991 году Кыргызстан столкнулся с многими вызовами, характерными для постсоветских стран. Переход от плановой к рыночной экономике привел к экономическому кризису, резкому сокращению промышленного производства и росту безработицы. Приватизация государственных предприятий часто проходила неэффективно, а коррупция стала серьезной проблемой. Вместе с этим, страна начала внедрять рыночные реформы, стимулировать частное предпринимательство и привлекать внешние инвестиции. Однако высокая зависимость от внешней помощи и трудовые миграции стали важными источниками дохода для страны. Экономика Кыргызстана в начале 1990-х годов была сильно подвержена колебаниям, и страна была вынуждена искать пути к диверсификации. В 1990-е годы республика пережила деиндустриализацию с катастрофически последствиями, даже по на фоне соседей. Спад ВВП в 1990—2001 годах был значительным, сократившись в 10,35 раз (в соседнем Узбекистане за это же время в 3,45 раза).
В 2000-е годы экономическая ситуация начала улучшаться. С ростом мировых цен на золото и другие природные ресурсы экономика начала восстанавливаться. Однако политическая нестабильность, в том числе несколько революций, продолжала мешать стабильному экономическому росту. Тем не менее, этот период стал временем структурных реформ, попыток модернизации экономики и перехода к рыночным принципам. Горнодобывающая промышленность, сельское хозяйство и услуги оставались важнейшими секторами экономики, в то время как правительство стало обращать внимание на развитие малого и среднего бизнеса.
С 2010-х годов экономика Кыргызстана начала показывать устойчивый рост. В стране были предприняты усилия для укрепления институциональных структур, улучшения бизнес-климата и создания инфраструктуры для поддержки развития сектора услуг. Сектор информационных технологий стал расти, с его помощью страна начала привлекать инвестиции, особенно в области высоких технологий. Внешняя зависимость от экспорта золота и миграционных переводов оставалась высока, однако правительство ориентировалось на улучшение инвестиционной привлекательности и диверсификацию экономики.
С 2020-х годов экономика Кыргызстана продолжает развиваться, несмотря на экономические вызовы, связанные с пандемией COVID-19 и внешними потрясениями. Внешняя зависимость от золота и переводов трудовых мигрантов по-прежнему остается значительной, однако страна предпринимает шаги для укрепления малого и среднего бизнеса, развития инфраструктуры и цифровизации. Важными направлениями экономической политики остаются привлечение инвестиций, улучшение качества образования и здравоохранения, а также улучшение институциональной и налоговой политики.

### Приватизация
Приватизация в Кыргызской Республике — это ключевая часть экономических реформ, начавшихся после обретения независимости в 1991 году. Приватизация в Кыргызстане была направлена на переход от централизованно планируемой экономики к рыночной, что стало вызовом в условиях политической нестабильности и переходного периода.
В первые годы независимости, с 1991 по 1994 год, приватизация в Кыргызстане была стремительной и затрагивала большое количество государственных предприятий, особенно в промышленности, энергетике и сельском хозяйстве. Однако процесс был слабо организованным, что привело к ряду проблем: многие предприятия были проданы по заниженным ценам, а новые собственники не всегда обладали достаточными ресурсами для эффективного управления. В итоге, многие из приватизированных предприятий либо обанкротились, либо не смогли развиваться, что способствовало росту безработицы и снижению производства.
Особенностью приватизации в Кыргызстане стало то, что процесс часто был неполным, а государственная собственность сохраняла значительное влияние на экономику. Это особенно касалось крупных предприятий, работающих в стратегически важных отраслях, таких как энергетика, транспорт и горнодобывающая промышленность. Часто в процессе приватизации значительная часть акций оставалась в руках государства, что обеспечивало сохранение государственного контроля.
Важным этапом в процессе приватизации стало развитие малого и среднего бизнеса. Государственная программа приватизации предусматривала поддержку частных предпринимателей, однако количество малых и средних предприятий в экономике было ограничено, а доступ к финансированию и технологиям оставался проблемой.
Одной из наиболее значимых проблем приватизации в Кыргызстане стал высокий уровень коррупции и непрозрачности. Приватизационные процессы часто проходили в условиях недостаточной конкуренции и слабого регулирования, что способствовало злоупотреблениям и неэффективному использованию приватизированных активов. В последние годы государственные органы предприняли шаги для улучшения управления приватизацией, включая создание более прозрачных механизмов для продажи государственных активов, однако проблемы с неэффективностью и коррупцией продолжают оставаться актуальными.
Таким образом, приватизация в Кыргызстане прошла через сложные этапы и привела к существенным изменениям в экономике, но также выявила множество проблем, таких как недостаточная эффективность, коррупция и неравномерное развитие секторов экономики. Важно отметить, что процесс приватизации ещё не завершён, и продолжение реформ в этом направлении требует улучшения институциональных механизмов и обеспечения более прозрачного и конкурентного подхода к приватизации государственных активов.
В период независимости в Кыргызстане прошла приватизация значительной части государственной собственности: на 1 января 2011 года государство передало в частные руки 7334 объекта (73,4 % их количества). Практически полностью приватизированы торговля и общественное питание (97,7 % — 1918 объектов) и сфера бытового обслуживания (99,9 % — 1236 объектов). Медленнее развивалась приватизация в других сферах — к 1 января 2011 года в частные руки перешли 60,0 % (435 объектов) строительства, 50,8 % (636 объектов) непроизводственной сферы, 63,1 % (186 объектов) транспорта, 45,3 % (391 объект) сельского хозяйства, 54,7 % (1282 объекта) прочих отраслей. В феврале 2010 года была приватизирована ведущая энергораспределительная компания страны — «Северэлектро», контроль за которой перешёл клану Бакиевых.

## Сельское хозяйство
В аграрном секторе республики преобладают крестьянские (фермерские) хозяйства (382,8 тыс. единиц в 2013 году), на которые в 2013 году пришлось 96,5 % стоимости произведенной в стране сельскохозяйственной продукции (на коллективные хозяйства — 3,1 %, на государственные хозяйства — 0,5 %). В республике практически завершена деколлективизация. Только в 2009—2013 годах число коллективных хозяйств в Киргизии сократилось с 781 до 497 единиц, государственных хозяйств с 71 до 56. В республике развито животноводство — на 1 января 2012 года поголовье составляло 1338,6 тыс. крупного рогатого скота, 5288,1 тыс. овец и коз, 388,9 тыс. лошадей, 59,2 тыс. свиней, 4815,3 тыс. птицы.

## Промышленность

### Автомобильная промышленность
Начиная с 2020-х годов в Кыргызстане наметилась положительная динамика в автомобильном секторе экономики.
На заводе «Нур» (Джалал-Абад), который еще с 1998 года занимается сборкой различной мелкой электроники, было наложено более 30 штампованных кузовных деталей для легковых автомобилей Узбекистана.
В 2022–2023 годах импорт автомобилей в Кыргызстан вырос в 4,5 раза, достигнув около 190 тысяч единиц на сумму свыше 2,7 миллиардов долларов. Основными поставщиками стали Китай, Южная Корея и Россия. Кыргызстан, благодаря упрощенной логистике и выгодным для потребителей таможенным условиям, стал крупным хабом для ввоза автомобилей в другие страны ЕАЭС. В тоже время другие страны ЕАЭС, прежде всего Россия, ввели дополнительные ограничения и сборы для своих граждан, тем самым препятствуя покупку авто из других стран ЕАЭС.
В 2024 году селе Ак-Суу Чуйской области открылось совместное узбекско-кыргызское предприятии «Tulpar Motors» («Тулпар-Моторс»), на котором была налажена крупноузловая сборка автомобилей Chevrolet с поставкой машинокомплектов Chevrolet Cobalt, Onix и Tracker из соседнего Узбекистана — с заводов UzAuto Motors. Планируемый объем производства — 10 тысяч автомобилей в первый год, и до 30 тыс. автомобилей в течение 6 лет. Учредителем проекта от Узбекистана стала АО «UzAutoSanoat», с киргизской стороны — «ДТ Техник» и «Нур». Общий размер инвестиций оценивался в $50 млн.
В 2025 году были озвучены планы по запуску завода в Сокулукском районе Чуйской области по сборке автомобилей под местным брендом в партнерстве с китайской компанией Jaecoo (Chery Automobile).

### Добывающая промышленность
Добывающая промышленность в Кыргызской Республике остается ключевым сектором экономики, составляя значительную долю ВВП и экспорта страны. В 2022 году отрасль обеспечила более 10% ВВП, около 43% объема промышленного производства и почти половину экспорта. За счет интенсивного недропользования, в первую очередь добычи золота, было получено значительное количество государственных доходов — только за первое полугодие 2022 года горнодобывающая отрасль внесла в бюджет страны 26 миллиардов сомов.
За отчетный период значительное внимание уделялось лицензированию. В 2022 году проведено 35 аукционов, в ходе которых стартовая стоимость объектов в $246 тысяч была увеличена до $870 тысяч, что свидетельствует о высоком интересе со стороны инвесторов. Однако существует тенденция, при которой государство сосредоточивается на известных месторождениях, а перспективные участки остаются вне активного поиска.
Реализация инфраструктурных и инвестиционных проектов в этой сфере привела к увеличению объемов капиталовложений. В 2023 году инвестиции в строительство объектов, связанных с добычей полезных ископаемых, составили более 91% от общего объема капиталовложений. Это подчеркивает стратегическую важность отрасли для экономического роста и привлечения внешнего финансирования.
Из недр Кыргызстана добывается:
- золото (месторождение Кумтор)[39],
- ртуть (Айдаркенское месторождение)[40],
- олово и вольфрам (олововольфрамовое месторождение Трудовое)[41].
- Прежде велась интенсивная угледобыча (Кара-Кечинское буроугольное месторождение)[42] и другие. В 1991 году в республике добыто 3148 тыс. тонн угля, а в 1995 году только 532 тыс. тонн[43].

Ежегодная добыча нефти незначительна и постепенно снижается: в 1991—2011 годах она сократилась со 142,7 тыс. тонн до 68,2 тыс. тонн. Также в 2011 году добыто 14,9 млн м³ природного газа.

## Энергетика
По данным EIA (на декабрь 2015 года) и EES EAEC в Кыргызстане доказанные извлекаемые запасы природных энергоносителей составляют 0,458 млрд тут. В стране высокий гидроэнергетический потенциал. На конец 2008 года валовой теоретический гидроэнергопотенциал (Gross theoretical capability) — 163 ТВт∙ч/год, общий технический гидроэнергопотенциал (Technically exploitable capability) — 99 ТВт∙ч/год экономический гидроэнергопотенциал (Economically exploitable capability) — 55 ТВт∙ч/год
В соответствии со статистической информацией UNSD и данными EES EAEC в 2019 году производство органического топлива — 2096 тыс. тут. Общая поставка — 4066 тыс. тут. На преобразование на электростанциях и отопительных установках израсходовано 472 тыс. тут или 10,1 от общей поставки. Установленная мощность — нетто электростанций — 3869 МВт, в том числе: тепловые электростанции, сжигающие органическое топливо (ТЭС) — 19,0 % , возобновляемые источники энергии (ВИЭ) — 81,0 %. Производство электроэнергии-брутто — 15100 млн кВт∙ч, в том числе: ТЭС — 8,3 % , ВИЭ — 91,7 % . Конечное потребление электроэнергии — 12356 млн кВт∙ч, из которого: промышленность — 17,7 %, бытовые потребители — 70,8 %, коммерческий сектор и предприятия общего пользования — 8,6 %. другие потребители — 2,9 %.
Развитие электроэнергетики страны за период с 1945 по 2019 годы иллюстрируется диаграммой производства электроэнергии-брутто

EES EAEC. Производство электроэнергии-брутто в в Кыргызстане, 1945—2019, млрд кВт∙ч

В период с 1992 по 2019 годы отмечаются значительные спады в потреблении электроэнергии в промышленности и сельском хозяйстве при одновременном росте её потребления бытовыми потребителями

EES EAEC. Потребление электроэнергии в отдельных секторах Кыргызстана, 1992—2019, млн кВт∙ч

Показатели энергетической эффективности социально-экономического комплекса Кыргызстана за 2019 год: душевое потребление валового внутреннего продукта по паритету покупательной способности (в номинальных ценах) — 5522 долларов, душевое (валовое) потребление электроэнергии — 1934 кВт∙ч, душевое потребление электроэнергии населением — 1369 кВт∙ч. Число часов использования установленной мощности-нетто электростанций — 3866 часов.

## Банковская система
Банковская система Кыргызстана представляет собой двухуровневую систему, в которой первый уровень системы представлен Национальным банком Кыргызской Республики (Банком Кыргызстана), а второй — коммерческими банками. Целью деятельности Центрального банка Киргизии является достижение и поддержание стабильности цен посредством проведения соответствующей денежно-кредитной политики. В соответствии с данной целью основной задачей Банка Киргизии является поддержание покупательской способности национальной валюты, обеспечение эффективности, безопасности и надёжности банковской и платёжной системы республики для содействия долгосрочному экономическому росту республики.
По состоянию на 19 января 2021 года на территории Кыргызстана действовало 23 коммерческих банка (включая Бишкекский филиал Национального банка Пакистана) и 312 филиалов коммерческих банков. Суммарные активы банковской системы на 19 января 2021 года составили 289,5 млрд сомов
На начало 2021 года депозитная база банковской системы составила 180,9 млрд сомов, увеличившись по сравнению с предыдущим годом на 19,9 %.
Совокупный кредитный портфель составил 162,6 млрд сомов.

## Инвестиции
Общий объём притока иностранных инвестиций за 2022 год составил 1,046 млрд. долларов США. Из них самую большую долю имеет Турция ($321 млн.) На втором месте стоит Китай ($274 млн.)
Больше всего притока инвестиций приходятся на добычу полезных ископаемых (41,2%) и обрабатывающие производства (32,1%)[источник]

## Предпринимательство

### Малый и средний бизнес в Кыргызстане
Малый и средний бизнес (МСБ) играет значительную роль в экономике Кыргызской Республики, выступая источником занятости и значительной доли валового внутреннего продукта (ВВП). Согласно определению малого и среднего бизнеса, МСБ включает предприятия с ограниченным числом работников, объемом выручки или другими параметрами, установленными национальными законодательствами.
На начало 2022 года в Кыргызстане насчитывалось более 17 тысяч действующих малых и средних предприятий. По данным Национального статистического комитета:
- Количество индивидуальных предпринимателей составляло 430 тысяч.
- В стране зарегистрировано свыше 467 тысяч крестьянских (фермерских) хозяйств.

### Вклад в экономику
В 2021 году малый и средний бизнес обеспечивал занятость около 523 тысяч человек (без учета фермерских хозяйств), что эквивалентно 20,5% от общей численности занятых в экономике.
Экономический вклад МСБ также значителен: объем валовой добавленной стоимости, произведенной в данном секторе, составил 309,5 млрд сомов, что соответствует 42,8% ВВП страны.

### Значение сектора
Эти показатели подчеркивают, что малый и средний бизнес играет ключевую роль в экономическом развитии Кыргызстана. Сектор не только создает рабочие места, но и формирует значительную часть национального продукта, поддерживая устойчивость экономики.
Для дальнейшего роста сектора необходимы меры государственной поддержки, упрощение доступа к финансированию и развитие инфраструктуры для предпринимателей.

## Доходы населения

### Прожиточный минимум
Прожиточный минимум в Кыргызской Республике устанавливается для оценки уровня минимальных доходов, необходимых для удовлетворения основных потребностей населения. Он рассчитывается на основе стоимости потребительской корзины, включающей продовольственные и непродовольственные товары, а также услуги, необходимые для поддержания базового уровня жизни.
Согласно данным Национального статистического комитета Кыргызской Республики, на 2024 год прожиточный минимум в среднем по стране составляет 7 889,93 сомов, однако он варьируется в зависимости от регионов и возрастных групп населения, так самый высокий прожиточный минимум отмечен в Бишкеке – 8 172,95 сомов, а самый низкий зафиксирован в Чуйской области - 7 376,09 сомов.. Этот показатель используется для анализа доходов населения, формирования социальной политики и определения размеров минимальной заработной платы и социальных пособий.

### Среднемесячная заработная плата
Среднемесячная номинальная заработная плата в Кыргызской Республике демонстрирует устойчивый рост. Согласно данным Министерства экономики и коммерции КР, со ссылкой на Национальный статистический комитет, за январь-март 2024 года среднемесячная номинальная заработная плата одного работника (без учета малых предприятий) составила 34 046 сомов, что на 11% выше аналогичного периода 2023 года.
Размер реальной заработной платы, скорректированной с учетом индекса потребительских цен, увеличился на 5,3 %. Однако, несмотря на положительную динамику, эксперты отмечают, что эти показатели могут не полностью отражать реальную ситуацию. Средняя заработная плата сильно варьируется в зависимости от региона, сектора экономики и уровня квалификации сотрудников.
Вопрос о достаточности данного уровня дохода для обеспечения базовых потребностей остается открытым. Для многих граждан, особенно в регионах, заработная плата все еще не покрывает основные расходы, включая оплату жилья, коммунальных услуг и питания. Правительство продолжает обсуждать меры по дальнейшему увеличению заработной платы, особенно в социально значимых отраслях, таких как образование и здравоохранение.